# Collegio uninominale Campania - 10
Il collegio elettorale uninominale Campania - 10 è stato un collegio elettorale uninominale della Repubblica Italiana per l'elezione del Senato tra il 2017 ed il 2022.

## Territorio
Come previsto dalla legge elettorale italiana del 2017, il collegio era stato definito tramite decreto legislativo all'interno della circoscrizione Campania.
Era formato dal territorio di 33 comuni: Amalfi, Angri, Atrani, Baronissi, Bracigliano, Castel San Giorgio, Cava de' Tirreni, Cetara, Conca dei Marini, Corbara, Fisciano, Furore, Maiori, Mercato San Severino, Minori, Nocera Inferiore, Nocera Superiore, Pagani, Pellezzano, Positano, Praiano, Ravello, Roccapiemonte, Salerno, San Marzano sul Sarno, San Valentino Torio, Sant'Egidio del Monte Albino, Sarno, Scafati, Scala, Siano, Tramonti, Vietri sul Mare.
Il collegio era quindi interamente compreso nella provincia di Salerno.
Il collegio era parte del collegio plurinominale Campania - 03.

## Eletti
| Elezione | Elezione | Senatore      | Partito            |
| -------- | -------- | ------------- | ------------------ |
|          | 2018     | Andrea Cioffi | Movimento 5 Stelle |

## Dati elettorali

### XVIII legislatura
Come previsto dalla legge elettorale, 116 senatori erano eletti con sistema a maggioranza relativa in altrettanti collegi uninominali a turno unico.
| Candidati              | Candidati               | Voti    | %     | Liste                           | Voti    | %     |
| ---------------------- | ----------------------- | ------- | ----- | ------------------------------- | ------- | ----- |
|                        | Andrea Cioffi ✔️ Eletto | 123 893 | 42,53 | Movimento 5 Stelle              | 123 893 | 42,53 |
|                        | Pasquale Marrazzo       | 90 783  | 31,16 | Forza Italia                    | 56 084  | 19,25 |
| Fratelli d'Italia      | Pasquale Marrazzo       | 90 783  | 31,16 | 14 749                          | 5,06    |       |
| Lega                   | Pasquale Marrazzo       | 90 783  | 31,16 | 13 558                          | 4,65    |       |
| Noi con l'Italia - UDC | Pasquale Marrazzo       | 90 783  | 31,16 | 6 392                           | 2,19    |       |
|                        | Barbato Iannuzzi        | 57 608  | 19,78 | Partito Democratico             | 49 134  | 16,87 |
| +Europa                | Barbato Iannuzzi        | 57 608  | 19,78 | 4 157                           | 1,43    |       |
| Civica Popolare        | Barbato Iannuzzi        | 57 608  | 19,78 | 2 279                           | 0,78    |       |
| Italia Europa Insieme  | Barbato Iannuzzi        | 57 608  | 19,78 | 2 038                           | 0,70    |       |
|                        | Giovanni Lambiase       | 8 313   | 2,85  | Liberi e Uguali                 | 8 313   | 2,85  |
|                        | Valentina Restaino      | 3 372   | 1,16  | Potere al Popolo!               | 3 372   | 1,16  |
|                        | Alfonso Gambardella     | 2 276   | 0,78  | Il Popolo della Famiglia        | 2 276   | 0,78  |
|                        | Giovanna Gerardi        | 1 599   | 0,55  | CasaPound                       | 1 599   | 0,55  |
|                        | Anna Maria Nacchia      | 1 444   | 0,50  | Italia agli Italiani            | 1 444   | 0,50  |
|                        | Stefano Panicci         | 1 055   | 0,36  | Partito Comunista               | 1 055   | 0,36  |
|                        | Valerio Torre           | 330     | 0,11  | Per una Sinistra Rivoluzionaria | 330     | 0,11  |
|                        | Carolina Falanga        | 319     | 0,11  | PRI - ALA                       | 319     | 0,11  |
|                        | Rosalba Morinelli       | 307     | 0,11  | Partito Valore Umano            | 307     | 0,11  |
| Totale                 | Totale                  | 291 299 | 100   |                                 | 291 299 | 100   |
|                        |                         |         |       |                                 |         |       |
| Voti non validi        | Voti non validi         | 10 738  | 3,56  |                                 |         |       |
| Votanti                | Votanti                 | 302 037 | 72,02 |                                 |         |       |
| Elettori               | Elettori                | 419 358 |       |                                 |         |       |